# Triatoma rubrofasciata
Triatoma rubrofasciata hay còn được biết đến với tên gọi bọ xít hút máu người là một loài bọ xít thuộc chi Triatoma trong Họ Bọ xít bắt mồi (Reduviidae) thuộc Bộ Cánh nửa (Hemiptera hay Heteroptera) của Lớp Côn trùng (Insecta). Đây là một loài bọ xít hút máu người và có ở Việt Nam với những cuộc đốt và hút máu người trên diện rộng ở nhiều địa phương gây nên những lo ngại trong cộng đồng.

## Đặc điểm

### Mô tả
Bọ xít hút máu Triatoma rubrofassiata có chiều dài khoảng 1-3,5cm tùy thuộc vào con còn non hay trưởng thành với kích thước trung bình chung khoảng 2 cm. Chúng có cơ thể to và dẹt, có vòi cong, có kim chích dài ba đốt, rất khỏe. Phần gốc vòi cong, không dính sát đầu, mặt bụng của ngực trước có rãnh lõm để nạp vòi và có nọc độc làm tê liệt con mồi. Phần bụng rộng và dẹp, đầu, thân và các phần phụ khác nhẵn hoặc có lông ngắn.
Ở rìa thân có sọc màu vàng, thân có màu nâu đặc trưng, khác với các loại bọ xít khác có đủ màu xanh, đen, nâu. Chúng có cánh nhưng chủ yếu là di chuyển bằng hình thức bò. Loại bọ xít này thường đẻ trứng trên thành của giường, tủ hoặc dưới các đống gỗ ngoài nhà. Trứng có kích thước khoảng 1-1,5mm và màu trắng ngà. Dấu hiệu đặc trưng dễ nhận biết của loài bọ xít này là có thân sọc vàng nâu đặc trưng và có nhiều vằn màu vàng trên cơ thể.

### Vòng đời
Chúng sinh trưởng rất nhanh và mạnh. Mỗi con bọ xít hút máu hằng năm sản sinh 200-250 trứng trong một vòng đời, trong đó 80-85% trứng có thể tồn tại ở bất cứ nhiệt độ, môi trường nào. Bọ xít mới sinh đã hút máu được ngay, loài này cũng có đặc điểm đáng chú ý là sống rất dai, chỉ cần hút máu 2-3 lần/năm là có thể sống hết cả vòng đời. Nếu đã hút máu người, chỉ 1-2 ngày sau, cá thể sẽ đẻ trứng. Mỗi đợt đẻ khoảng 150-200 quả. Trứng bọ xít hút máu nhỏ, rất khó phát hiện và khoảng 16-18 ngày sau sẽ nở thành cá thể bọ xít non. Cá thể này ngay lập tức sẽ hút máu người. Nếu có một cá thể cái đẻ trứng trong nhà thì khoảng 20 ngày sau trong nhà có thể có hàng trăm cá thể bọ xít hút máu người xuất hiện.
Thời gian sinh trưởng và phát tán loại bọ xít này thường bắt đầu từ tháng 6 tới tháng 8 hiện nay xuất hiện từ tháng 5 và có thể kéo dài tới tháng 9. loài côn trùng này phát triển vào thời điểm giao mùa giữa nắng nóng và mưa hàng năm. Thời điểm vào mùa sinh trưởng, phát triển của bọ xít hút máu nên chúng rất cần thức ăn là máu của các động vật trong đó có con người. Bọ xít hút máu người sinh sản trong mùa nóng. Hàng năm chúng thường xuất hiện vào tháng 7 đối với những năm có hai tháng nhuận nên theo lịch thì sẽ xuất hiện muộn hơn vào khoảng tháng 8.

## Tập tính
Ban ngày chúng lẩn trốn, ban đêm ra hút máu người hay gia súc thời điểm loài này kiếm ăn nhiều nhất chính là vào khoảng 1g-3g sáng là lúc con người ngủ say nhất do đó không biết để phòng tránh. Bọ xít thường hút máu vào ban đêm và chích hút khá êm nên nhiều người không biết, và chỉ hút máu đang chảy trong huyết quản của người. Khi đốt, chúng tiết ra một loại chất gây tê nên người bị đốt thường không cảm nhận được gì Thời gian hút máu kéo dài 14-15 phút. Để có thức ăn, thông thường chúng phát tán vào nhà, có tập tính là sống gần người trong các khe giường, trần nhà, bàn ghế, quần áo và nhất là trong phòng ngủ.

## Gây hại
Bọ xít hút máu đã xuất hiện ở Việt Nam từ rất lâu tuy nhiên, bọ xít hút máu người ở Việt Nam không giống với loài truyền bệnh ở châu Mỹ, loài Triatoma rubrofassiata ở Việt nam không giống với loài bọ xít có thể gây truyền bệnh bệnh buồn ngủ (Chagas) ở khu vực châu Mỹ là Triatoma dimidiate phổ biến ở Trung Mỹ và loài Triatoma infestans (phổ biến ở Nam Mỹ). Loài bọ xít Triatoma rubrofassiata ở Việt Nam chỉ gây khó chịu và phiền toái cho người trong thời gian ngắn chứ không gây bệnh, người nào bị loại bọ xít này đốt chỉ gây ra sự phiền nhiễu đời sống sinh hoạt chứ không ảnh hưởng lớn tới sức khỏe trừ khi người ta sơ cứu không đúng cách gây ra biến chứng,